# Campeonato Mundial de Esgrima de 1983
El XLVII Campeonato Mundial de Esgrima se celebró en Viena (Austria) entre el 20 y el 30 de julio de 1983 bajo la organización de la Federación Internacional de Esgrima (FIE) y la Federación Austríaca de Esgrima.

## Medallistas

### Masculino
| Evento              | Oro                                                                                   | Plata                                                                             | Bronce                                                                                               |
| ------------------- | ------------------------------------------------------------------------------------- | --------------------------------------------------------------------------------- | --- |
| Florete individual  | Alexandr Romankov URSS                                                                | Mathias Gey RFA                                                                   | Marian Sypniewski · Polonia                                                                          |
| Florete por equipos | Harald Hein Matthias Behr Klaus Reichert Frank Beck Mathias Gey RFA                   | Adrian Germanus Klaus Kotzmann Hartmuth Behrens Jens Howe RDA                     | Ignacio González · Pedro Hernández Duquesne · Efigenio Favier · Óscar García Pérez · Cuba            |
| Espada individual   | Elmar Borrmann RFA                                                                    | Daniel Giger · Suiza                                                              | Angelo Mazzoni · Italia                                                                              |
| Espada por equipos  | Olivier Lenglet Philippe Boisse Michel Salesse Jean-Michel Henry Francia              | Alexander Pusch Elmar Borrmann Rafael Nickel Volker Fischer RFA                   | Sandro Cuomo · Roberto Manzi · Stefano Bellone · Angelo Mazzoni · Italia                             |
| Sable individual    | Vasil Etropolski Bulgaria                                                             | Gianfranco Dalla Barba · Italia                                                   | Jristo Etropolski Bulgaria                                                                           |
| Sable por equipos   | Andrei Alshan Gueorgui Pogosov Viktor Krovopuskov Mijail Burtsev Jusein Ismailov URSS | Imre Bujdosó · Imre Gedővári · György Nébald · György Varga · Imre Abay · Hungría | Giovanni Scalzo · Michele Maffei · Ferdinando Meglio · Gianfranco Dalla Barba · Marco Marin · Italia |

### Femenino
| Evento              | Oro                                                                           | Plata                                                                          | Bronce                                                                        |
| ------------------- | ----------------------------------------------------------------------------- | ------------------------------------------------------------------------------ | ----------------------------------------------------------------------------- |
| Florete individual  | Dorina Vaccaroni · Italia                                                     | Carola Cicconetti · Italia                                                     | Luan Jujie China                                                              |
| Florete por equipos | Dorina Vaccaroni · Carola Cicconetti · Anna Sparaciari · Clara Mochi · Italia | Cornelia Hanisch Ingrid Losert Sabine Bischoff Ute Wessel Christiane Weber RFA | Edit Kovács · Zsuzsanna Jánosi · Katalin Győrffy · Gertrúd Stefanek · Hungría |

## Medallero
| Núm. | País     | Oro | Plata | Bronce | Total |
| ---- | -------- | --- | ----- | ------ | ----- |
| 1    | RFA      | 2   | 3     | 0      | 5     |
| 2    | Italia   | 2   | 2     | 3      | 7     |
| 3    | URS      | 2   | 0     | 0      | 2     |
| 4    | Bulgaria | 1   | 0     | 1      | 2     |
| 5    | Francia  | 1   | 0     | 0      | 1     |
| 6    | Hungría  | 0   | 1     | 1      | 2     |
| 7    | RDA      | 0   | 1     | 0      | 1     |
| 7    | Suiza    | 0   | 1     | 0      | 1     |
| 9    | China    | 0   | 0     | 1      | 1     |
| 9    | Cuba     | 0   | 0     | 1      | 1     |
| 9    | Polonia  | 0   | 0     | 1      | 1     |
|      | TOTAL    | 8   | 8     | 8      | 24    |